# 1939–1940-es magyar női kosárlabda-bajnokság
Az 1939–1940-es magyar női kosárlabda-bajnokság a harmadik magyar női kosárlabda-bajnokság volt. Nyolc csapat indult el, a csapatok két kört játszottak. Azonos pontszám esetén helyosztó meccset játszottak.

## Tabella
| #  | Csapat                   | M  | Gy | V  | K+  | K-  | P  |
| -- | ------------------------ | -- | -- | -- | --- | --- | -- |
| 1. | BSzKRt SE                | 14 | 12 | 2  | 362 | 189 | 24 |
| 2. | BEAC                     | 14 | 11 | 3  | 321 | 197 | 22 |
| 3. | Testnevelési Főiskola SC | 14 | 10 | 4  | 380 | 236 | 20 |
| 4. | Pestújhelyi SC           | 14 | 9  | 5  | 269 | 227 | 18 |
| 5. | Koszorú XIII.            | 14 | 5  | 9  | 225 | 272 | 10 |
| 6. | MAFC                     | 14 | 4  | 10 | 230 | 307 | 8  |
| 7. | Munkás TE                | 14 | 4  | 10 | 137 | 248 | 8  |
| 8. | Koszorú X.               | 14 | 1  | 13 | 132 | 380 | 2  |

* M: Mérkőzés Gy: Győzelem V: Vereség K+: Dobott kosár K-: Kapott kosár P: Pont

## Helyosztó mérkőzés
6. helyért: MAFC-MTE győz MAFC

## II. osztály
1. TFSC 20, 2. BBTE 14, 3. BEAC 12, 4. Gamma SE 8, Koszorú XI. 4, Koszorú Kispest 2 pont. BEAC tennisz visszalépett.